# Kaukázusi vakond
A kaukázusi vakond (Talpa caucasica) az emlősök (Mammalia) osztályának Eulipotyphla rendjébe, ezen belül a vakondfélék (Talpidae) családjába tartozó faj.
A régebbi hagyományos rendszerbesorolások a rovarevők (Insectivora) rendjébe sorolták.

## Előfordulása
A Kaukázusban és Anatólia északi részén honos. A tengerszint feletti 2500 m magasban is él.

## Életmódja
Életmódja az összes többi vakondfajéhoz hasonló. Egy évben egyszer szül kölyköket a nőstény, az alomméret 3.